# Бурж (округ)
Округ Бурж (фр. Arrondissement de Bourges) — округ у Франції, в департаменті Шер. 2023 року округ об'єднував 128 муніципалітетів, населення становило 171 253 особи.
Адміністративний центр (супрефектура) — Бурж.

## Муніципалітети
Список муніципалітетів округу та їхні коди INSEE:
1. Авор (18018)
2. Азі (18019)
3. Аллоньї (18004)
4. Аннуа (18006)
5. Анришмон (18109)
6. Аржанв'єр (18012)
7. Арсе (18008)
8. Ассіньї (18014)
9. Ашер (18001)
10. Банжі-сюр-Краон (18027)
11. Банне (18020)
12. Барльє (18022)
13. Бельвіль-сюр-Луар (18026)
14. Бефф (18025)
15. Божі (18023)
16. Бресі (18035)
17. Буллере (18032)
18. Бурж (18033)
19. Бюе (18039)
20. Ваї-сюр-Сольдр (18269)
21. Вассле (18271)
22. Вердіньї (18274)
23. Віллабон (18282)
24. Вільженон (18284)
25. Вільк'єр (18286)
26. Вільнев-сюр-Шер (18285)
27. Вінон (18287)
28. Віню-су-лез-Екс (18280)
29. Вог (18272)
30. Ворлі (18288)
31. Ворне (18289)
32. Гардфор (18098)
33. Гариньї (18099)
34. Грон (18105)
35. Груаз (18104)
36. Дамп'єрр-ан-Крот (18084)
37. Ембліньї (18111)
38. Еррі (18110)
39. Етреші (18090)
40. Жалонь (18116)
41. Жар (18117)
42. Жуссі-ле-Шодріє (18120)
43. Жуссі-Шампань (18119)
44. Кантії (18189)
45. Конкрессо (18070)
46. Крезансі-ан-Сансерр (18079)
47. Крос (18081)
48. Куарг (18074)
49. Куї (18077)
50. Ла-Шапель-Монлінар (18049)
51. Ла-Шапель-Сент-Юрсен (18050)
52. Ла-Шапелотт (18051)
53. Лапан (18122)
54. Ле-Нуає (18168)
55. Ле-Сюбдре (18255)
56. Леве (18126)
57. Лез-Екс-д'Анжійон (18003)
58. Лере (18125)
59. Ліссе-Лоші (18129)
60. Люнері (18133)
61. Люньї-Шампань (18132)
62. Марей-сюр-Арнон (18137)
63. Мармань (18138)
64. Марсей-лез-Обіньї (18139)
65. Менетреоль-су-Сансерр (18146)
66. Менту-Ратель (18144)
67. Менту-Салон (18145)
68. Монтіньї (18151)
69. Морог (18156)
70. Мортом'є (18157)
71. Мулен-сюр-Євр (18158)
72. Неві-Де-Клоше (18163)
73. Неї-ан-Сансерр (18162)
74. Ноан-ан-Гу (18166)
75. Обенж (18016)
76. Омуа (18174)
77. Парассі (18176)
78. Піньї (18179)
79. Племп'є-Живоден (18180)
80. Плу (18181)
81. Пресі (18184)
82. Примель (18188)
83. Пуазьє (18182)
84. Ріан (18194)
85. Савіньї-ан-Сансерр (18246)
86. Савіньї-ан-Сетен (18247)
87. Сан-Боже (18249)
88. Сансерг (18240)
89. Сансерр (18241)
90. Сантранж (18243)
91. Севрі (18251)
92. Сен-Буїз (18200)
93. Сен-Дульшар (18205)
94. Сен-Жермен-дю-Пюї (18213)
95. Сен-Жорж-сюр-Мулон (18211)
96. Сен-Жуст (18218)
97. Сен-Капре (18201)
98. Сен-Леже-ле-Петі (18220)
99. Сен-Мартен-д'Оксіньї (18223)
100. Сен-Мартен-де-Шам (18224)
101. Сен-Мішель-де-Воланжі (18226)
102. Сен-Пале (18229)
103. Сен-Сатюр (18233)
104. Сен-Сеоль (18202)
105. Сен-Флоран-сюр-Шер (18207)
106. Сеннсе (18248)
107. Сент-Амбруа (18198)
108. Сент-Елуа-де-Жі (18206)
109. Сент-Жемм-ан-Сансерруа (18208)
110. Сент-Соланж (18235)
111. Сівре (18066)
112. Сожі (18244)
113. Суй-ан-Сетен (18254)
114. Суланжі (18253)
115. Сюбліньї (18256)
116. Сюрі-ан-Во (18258)
117. Сюрі-е-Буа (18259)
118. Сюрі-пре-Лере (18257)
119. Товне (18262)
120. Труї (18267)
121. Ту (18264)
122. Фарж-ан-Сетен (18092)
123. Фе (18094)
124. Фюссі (18097)
125. Шарантонне (18053)
126. Шаро (18055)
127. Шассі (18056)
128. Шому-Марсії (18061)